# نقابة الأطباء (الأردن)
تأسست نقابة الأطباء الأردنية عام 1954، وهي من أقدم النقابات المهنية في الأردن. وكان أول نقيب للنقابة الدكتور مصطفى خليفة. الهدف من تأسيس النقابة خدمة منتسبيها، ورفع مستوى مهنة الطب وتنظيمها وحمايتها والدفاع عنها، والتعاون مع وزارة الصحة وجميع المؤسسات والهيئات ذات العلاقة لرفع المستوى الصحي وتقديم أفضل الخدمات الطبية الممكنة للمواطنين.